# Public Service Broadcasting
I Public Service Broadcasting sono un gruppo musicale britannico, creatosi a Londra, costituito da J. Willgoose, Esq. alla chitarra, banjo,  strumenti a corde, campionatori ed altri strumenti elettronici, da Wrigglesworth alla batteria, pianoforte e strumenti elettronici, e da J. F. Abraham al flicorno soprano, basso, batteria e altri vari strumenti fra i quali un vibraslap.
La band ha realizzato un tour internazionale e, nel 2015, è stata annunciata come nominee per la Vanguard breakthrough al quarto Progressive Music Awards, organizzato da Prog Magazine, premio che ha poi vinto.

## Discografia

### Album
- Inform-Educate-Entertain (2013) UK no. 21
- The Race for Space (2015) UK no. 11
- Live at Brixton (2016)
- Every Valley (2017)
- People Will Always Need Coal (2018)
- Bright Magic (2021)
- This new noise (2023)

### EP
- EP One - 7 agosto 2010.[9]
- The War Room - 28 maggio 2012 [10][11][12][13]
- Signal 30 (album) -15 aprile 2013

### Singoli
- "ROYGBIV" - 5 marzo 2012 [14] che ha vinto la BBC Radio 6 Music Rebel Playlist.[15]
- "Spitfire" - 26 marzo 2012 [16][17][18][19] che ha vinto la BBC Radio 6 Music Rebel Playlist.[20]
- "London Can Take It" - 13 agosto 2012 [21][22]
- "Everest" - 12 novembre 2012 solo per download digitale. La canzone è basata su The Conquest of Everest, un film del 1953 sull'impresa di Sir Edmund Hillary e Tenzing Norgay con la conquista della vetta in prima assoluta.[23]
- "Signal 30" [24]
- "Night Mail"[25]
- "Elfstedentocht Parts 1 and 2" (Record Store Day single)[26]
- "Gagarin" - 1 dicembre 2014 (primo singolo estratto dall'album "The Race For Space")
- "Go!" - 23 febbraio 2015
- "Sputnik/Korolev" - 20 novembre 2015 #4 UK Physical [27]